# Echinostephia aculeata
Echinostephia aculeata là một loài thực vật có hoa trong họ Biển bức cát. Loài này được (F.M.Bailey) Domin mô tả khoa học đầu tiên năm 1925.